# Idina Sackville

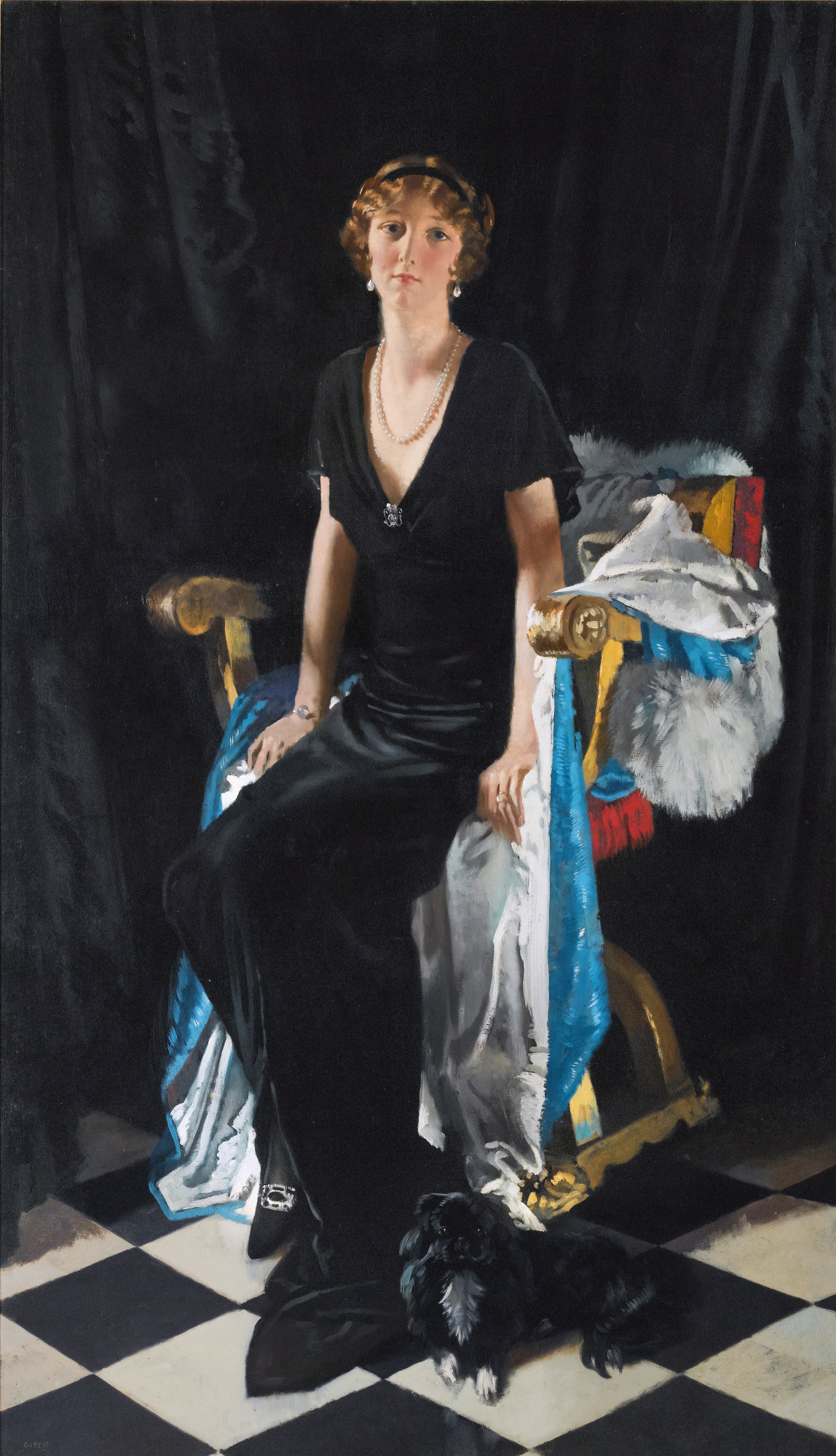
Lady Idina Wallace, Gemälde von William Orpen (1915)

Lady Myra Idina Sackville (* 26. Februar 1893; † 5. November 1955 in Kenia) war eine englische Adlige und Mitglied des Happy Valley Set. 

## Biografie
Lady Myra Idina Sackville war die Tochter von Gilbert Sackville, 8. Earl De La Warr (1869–1915) aus dessen erster Ehe mit Lady Muriel Agnes Brassey (1872–1930), Tochter des Thomas Brassey, 1. Earl Brassey. Sie hatte zwei jüngere Geschwister, Lady Avice Sackville (Ehefrau von Sir Stewart Menzies) und Herbrand Sackville, 9. Earl De La Warr. Ihre Eltern ließen sich 1902 scheiden, woraufhin ihr Vater 1903 in zweiter Ehe Hilda Mary Clavering Tredcroft (1877–1963), Tochter von Colonel Charles Lennox Tredcroft, heiratete.
Lady Idina war fünfmal verheiratet und ebenso oft geschieden. Am 26. November 1913 heiratete sie David Euan Wallace. Aus der Ehe gingen zwei Kinder hervor, David John Wallace (1914–1944) (dessen Enkelin Frances Osbourne später Lady Idinas Biografie „The Bolter“ schrieb, siehe unten) und Gerard Euan Wallace (1915–1943), die beide im Zweiten Weltkrieg umkamen. Die Ehe wurde 1919 geschieden, der Vater bekam das Sorgerecht für die Kinder. Am 27. März 1919 heiratete sie Charles Gordon, von dem sie 1923 geschieden wurde.
Am 22. September 1923 heiratete Lady Idina Josslyn Hay, den späteren 22. Earl of Erroll. Das Paar ging 1924 nach Kenia, finanziert von Lady Idina, und wurde der Kern des berüchtigten Happy Valley Sets. Lady Idina war bekannt für ihre vielen Liebhaber; ihr Bett hatte den Spitznamen „the battlefield“ (das Schlachtfeld). Die Gäste ihrer frivolen Partys unterhielt sie aus ihrer riesigen Badewanne heraus. Hay und Lady Idina hatten eine Tochter, Diana Hay, 23. Countess of Erroll (1926–1978). Die Ehe von Lady Idina und Josslyn Hay wurde 1929 geschieden, nachdem er sie um Geld betrogen hatte. Hay wurde 1941 in Kenia ermordet.
Die vierte Ehe von Lady Idina mit Donald Carmichael Haldeman hielt von 1930 bis 1938. Die fünfte und letzte Ehe mit William Vincent Soltau wurde 1939 geschlossen und 1946 geschieden. Lady Idina starb 1955 im Alter von 62 Jahren an Krebs.

## Literarische und filmische Bearbeitung
1982 erschien das Buch White Mischief des britischen Journalisten James Fox. In dem Buch geht Fox den Ereignissen um die Ermordung Josslyn Hays nach. 1987 wurde das Buch unter dem Titel White Mischief (Die letzten Tage in Kenya) von Michael Radford verfilmt, unter anderem mit Greta Scacchi, Geraldine Chaplin, John Hurt und Hugh Grant. Lady Idina wurde von Jacqueline Pearce dargestellt.
Nancy Mitford nahm Lady Idina als Vorbild für ihre Figur „bolter“ (Ausreißerin) in den Romanen Englische Liebschaften (The Pursuit of Love, 1945) und Liebe unter kaltem Himmel (Love in a Cold Climate, 1949). Auch der Roman Lust und Laster (Vile Bodies, 1930) von Evelyn Waugh ist inspiriert von Lady Idina.
Der britische Autor Michael Arlen nahm sich Lady Idina als Modell für die Figur Iris Storm in seinem Roman The Green Hat (Der grüne Hut, 1924). Der Roman wurde 1928 mit Greta Garbo unter dem Titel Eine schamlose Frau verfilmt.
Lady Idinas Urenkelin Frances Osborne schrieb die Biografie ihrer Urgroßmutter, The Bolter (2008).